# ساحل گلیاخالی
ساحل گلیاخالی (به لاتین: Guliakhali Beach) یک ساحل در بنگلادش است که در استان چیتاگونگ واقع شده‌است.